# Helena Pavlincová
Helena Pavlincová (* 21. března 1948 Brno) je česká vysokoškolská pedagožka, editorka, religionistka a badatelka života a díla T. G. Masaryka. Vystudovala filozofii a bohemistiku a v současné době působí jako docentka na Filozofické fakultě Masarykovy univerzity.